# Island Life
Az Island Life Grace Jones amerikai énekesnő 1985-ben megjelent első válogatásalbuma. Az Island Records az énekesnő pályakezdésének tízéves jubileumára adta ki a nagylemezt, amely egyúttal le is zárta Jones és a lemezcég együttműködését. A díva addig megjelent 7 albumáról a Muse az egyetlen, amelyről egyetlen dal sem került a válogatásra. A borítóképet Jean-Paul Goude készítette még 1978-ban sajátos technikával, ugyanis a fotón látható testhelyzet a valóságban kivitelezhetetlen. Az Island Life főleg Angliában volt nagy siker, ahol bekerült a Top 5-be, a kislemezre kimásolt Pull Up to the Bumper és a Love Is the Drug pedig – évekkel első megjelenésük után – újra felkerültek a brit slágerlistára.

## A dalok

### „A” oldal
1. La Vie en Rose (Mack David – Marcel Louiguy – Édith Piaf) – 7:25
2. I Need a Man (Pierre Papadiamandis – Paul Slade)  – 3:22
3. Do or Die [7" Edit] (Charles A. Bryant – Gerald Robinson) – 3:22
4. Private Life (Chrissie Hynde) – 5:10
5. Love Is the Drug [Thorngren Remix] (Bryan Ferry – Andy Mackay) – 6:02

### „B” oldal
1. I've Seen That Face Before (Libertango) (Nathalie Delon – Ástor Piazzolla – Barry Reynolds – Dennis Wilkey) – 4:29
2. Pull Up to the Bumper [7" Edit] (Ron Dunbar – Grace Jones – Dana Mano – Robbie Shakespeare) – 3:38
3. Walking in the Rain (Harry Vanda – George Young) – 4:18
4. My Jamaican Guy (Grace Jones) – 6:00
5. Slave to the Rhythm [7" Edit] (Simon Darlow – Trevor Horn – Steve Lipson – Bruce Woolley) – 4:22

## Különböző kiadások

### LP
- 1985 Island Records (207 472, NSZK)
- 1985 Island Records (GJ 1, Anglia)
- 1985 Festival Records (RML 52059, Anglia) + ajándék maxilemez
- 1985 Island Records (10.207472.50, Portugália)
- 1990 Island Records (842 453-2, Európa)

### Kazetta
- 1985 Island Records (7 90491-4, Egyesült Államok)

### CD
- 1985 Island Records (842 453-2, Anglia)
- 1985 Island Records (CID 132, Anglia)
- 1985 Island Records (610 584, NSZK)
- 1985 Island Records (7 90491-2, Egyesült Államok))
- 1990 Island Masters (IMCD 16, Európa)

## Kimásolt kislemezek

### Kislemezek
- 1985 Love Is the Drug / Living My Life (Island Records, 884 675-7, Franciaország)
- 1985 Pull Up to the Bumper / La Vie en Rose (Island Records, IS 240, Anglia)
- 1985 Pull Up to the Bumper / La Vie en Rose (Island Records, 107 876, NSZK)

### Maxik
- 1985 Love Is the Drug / Demolition Man (Island Records, 0-96860, Egyesült Államok)
- 1985 Pull Up to the Bumper (remix) / La Vie en Rose / Nipple to the Bottle (Island Records, 602 138, NSZK)
- 1985 Pull Up to the Bumper (remix) / La Vie en Rose / Nipple to the Bottle (Festival Records, X 14270, Ausztrália és Új-Zéland)
- 1985 Pull Up to the Bumper (remix) / La Vie en Rose / Nipple to the Bottle (Island Records, 12 IS 240, Anglia)
- 1985 Pull Up to the Bumper (remix) / La Vie en Rose / Nipple to the Bottle (Island Records, 12 ISP 240, Anglia, képlemez)
- 1985 Pull Up to the Bumper / Nipple to the Bottle (Island Records, 0-96862, Egyesült Államok)

## Az album slágerlistás helyezései
- Anglia: 1985. december. Legmagasabb pozíció: 4. hely
- Ausztria: 1986. január 15-től 18 hétig. Legmagasabb pozíció: 10. hely
- Norvégia: 1986. A 4. héttől 1 hétig. Legmagasabb pozíció: 19. hely
- NSZK: 1986. Legmagasabb pozíció: 22. hely
- Svájc: 1986. január 19-től 5 hétig. Legmagasabb pozíció: 22. hely

## Legnépszerűbb slágerek
- Pull Up to the Bumper / La Vie en Rose

Anglia: 1986. január 11-től 7 hétig. Legmagasabb pozíció: 12. hely

NSZK: 1986. február 17-től 9 hétig. Legmagasabb pozíció: 26. hely
- Love Is the Drug

Anglia: 1986. március 1-jétől 2 hétig. Legmagasabb pozíció: 35. hely

NSZK: 1986. április 14-től 5 hétig. Legmagasabb pozíció: 57. hely